# Murovdağ
Der Murovdağ (aserbaidschanisch; armenisch Մռավի լեռնաշղթա Mrawi lernaschghta; russisch Муровдаг Murowdag) ist der höchste Gebirgszug im Kleinen Kaukasus.
Der Murovdağ liegt östlich des Sewansees und erstreckt sich über eine Länge von 70 km in West-Ost-Richtung. Er liegt im Westen von Aserbaidschan und bildete von 1993 bis 2020 die De-facto-Grenze zwischen dem aserbaidschanisch kontrollierten Gebiet und dem Territorium der international nicht anerkannten Republik Arzach. Sein westliches Ende liegt an der Grenze zu Armenien. Dort grenzt er an das Sewangebirge. Der Fluss Tərtər fließt entlang der Südflanke des Murovdağ in östlicher Richtung. Im Norden und Osten erstreckt sich die Kura-Niederung. Die Stadt Gəncə (ehemals Kirowabad) liegt am Fuße der nördlichen Vorberge. Höchster Gipfel ist der 3724 m hohe Gamış dağı (armenisch Գոմշասար Gomschassar, ⊙).
Das Gebirge besteht hauptsächlich aus Gesteinsschichten vulkanischer Sedimente. Der  Bergkamm Murovdağ weist felsige Bergkämme und tiefe Felsschluchten auf. Die Landschaft wird dominiert von Bergwäldern. In den Vorbergen kommen Bergwälder als auch Bergsteppe vor.